# 鄧家禮
鄧家禮（英語：Vincent Tang Ka Lai，1993年1月10日—），香港男主持，曾為無綫電視旗下 big big channel 藝人、ViuTV／MakerVille藝人及香港華仁書院音樂及歷史科教師。

## 簡歷
鄧家禮自小隨家人移民到加拿大生活，有一個任職物業經理的胞妹，母親在多倫多從事大廈保安工作。他於2008至2011年曾就讀大果櫟中學，2015年修畢多倫多大學音樂系學士課程，並同時取得專業教育資格「Music Concurrent Teacher Education Program（CTEP）」；翌年在該校獲取另一專業教育資格「Ontario Institute for Studies in Education（OISE）」後，再獨自回港修讀香港浸會大學音樂系文學碩士課程，首個學期曾奪得第七屆《FACE USTAR大專校花校草大選》冠軍，至2018年便以一級榮譽畢業。他於2014到2016年間曾任職絲芙蘭頭髮及皮膚護理專家、Greensborough Public School 一般科學、英語及數學教師、Tutor Doctor 私人導師和 Albert Campbell Collegiate Institute 音樂教師，亦當過電台節目主持。
2017年6月，鄧家禮透過無綫電視旗下網上直播兼社交平臺 big big channel 和清談節目《#後生仔傾吓偈》，成為其中一位意見領袖，並一邊繼續任職地利亞加拿大學校英語、音樂、歷史兼舞蹈教師。2018年6至9月，他加入該台兒童節目《Think Big天地》，與鍾君揚、馬俊傑、鍾晴、何依婷、伍樂怡及邱晴一同擔任主持；2019年6月離開無綫電視後， 2020年與鄧伊程一起為 ViuTV 主持2020年東京奧運節目《運動有團伙》。

## 演出作品

### 劇集
| 首播            | 劇名         | 角色           |
| big big channel |              |                |
| 2018年          | 我老細唔係人 | 同 事（第5集） |
| ViuTV           |              |                |
| 2022年          | 繩角         | Ivan           |

### 綜藝節目
| 首播          | 節目名                         | 備註               |
| 無綫電視      |                                |                    |
| 2017 - 2019年 | #後生仔傾偈                    | 意見領袖之一       |
| 2017年        | 群星拱照 big big channel       | 固定演出嘉賓       |
| 2017年        | big big channel 失驚無神賀中秋 | 固定演出嘉賓       |
| 2017年        | TVB50周年 華麗轉身 邁步同行    | 固定演出嘉賓       |
| 2017年        | TVB金禧晚宴暨2018節目巡禮      | 固定演出嘉賓       |
| 2017年        | 再親我好媽                     | 固定討論環節嘉賓   |
| 2017年        | #後生仔平安夜傾吓偈              | 意見領袖之一       |
| 2018年        | 今日VIP                        | 6月27日嘉賓        |
| 2018年        | 兄弟幫                         | 第2124、2125集嘉賓 |
| 2018年        | big big channel 大公司周年慶   | 固定演出嘉賓       |
| 2018年        | 今期流行                       | 第23、24集嘉賓     |
| 2018年        | 萬千星輝頒獎典禮2018           | 固定演出嘉賓       |
| 2019年        | 一帶一路一狀元                 | 第10集嘉賓         |
| ViuTV         |                                |                    |
| 2021年        | ViuTV 2022                     | 固定演出嘉賓       |

### 主持節目
| 首播     | 節目名        | 備註                                                                        |
| 無綫電視 |               |                                                                             |
| 2018年   | Think Big天地 | 與鍾君揚、馬俊傑、單文柔、鍾晴、何依婷、伍樂怡及邱晴一同主持；6月4日起至9月 |
| 2018年   | Big Big小明星 | 與鍾君揚、馬俊傑、鍾晴、何依婷、伍樂怡及邱晴一同主持；6月9日起至9月         |
| ViuTV    |               |                                                                             |
| 2021年   | 運動有團伙    | 與鄧伊程一同主持                                                            |
| 2021年   | 囝囝女女730   | 第166集起；逢星期三主持                                                     |
| 2021年   | 我不是廢老    | 與小肥及張沛樂一同主持                                                      |

### 音樂錄像
- 2018年：吳若希《為何你要背叛我》

### 廣告
| 年份   | 內容                                                                       |
| 2017年 | 奧比斯「簡單3步支持奧比斯亞洲啟明計劃 幫助每個孩子都看得見！」（平面廣告） |
| 2021年 | 友邦保險「友邦精英學院十周年推廣短片」                                     |

### 其他
- 2013年9月21日：A1中文電台《金腰面卡拉OK模仿大賽2013》
- 2014年2月22日：UTHKSA《UTHKSA & Novelty Present：愛·感·唱之時光機 Singing Contest 2014》

## 外部連結
- 鄧家禮的Instagram帳戶

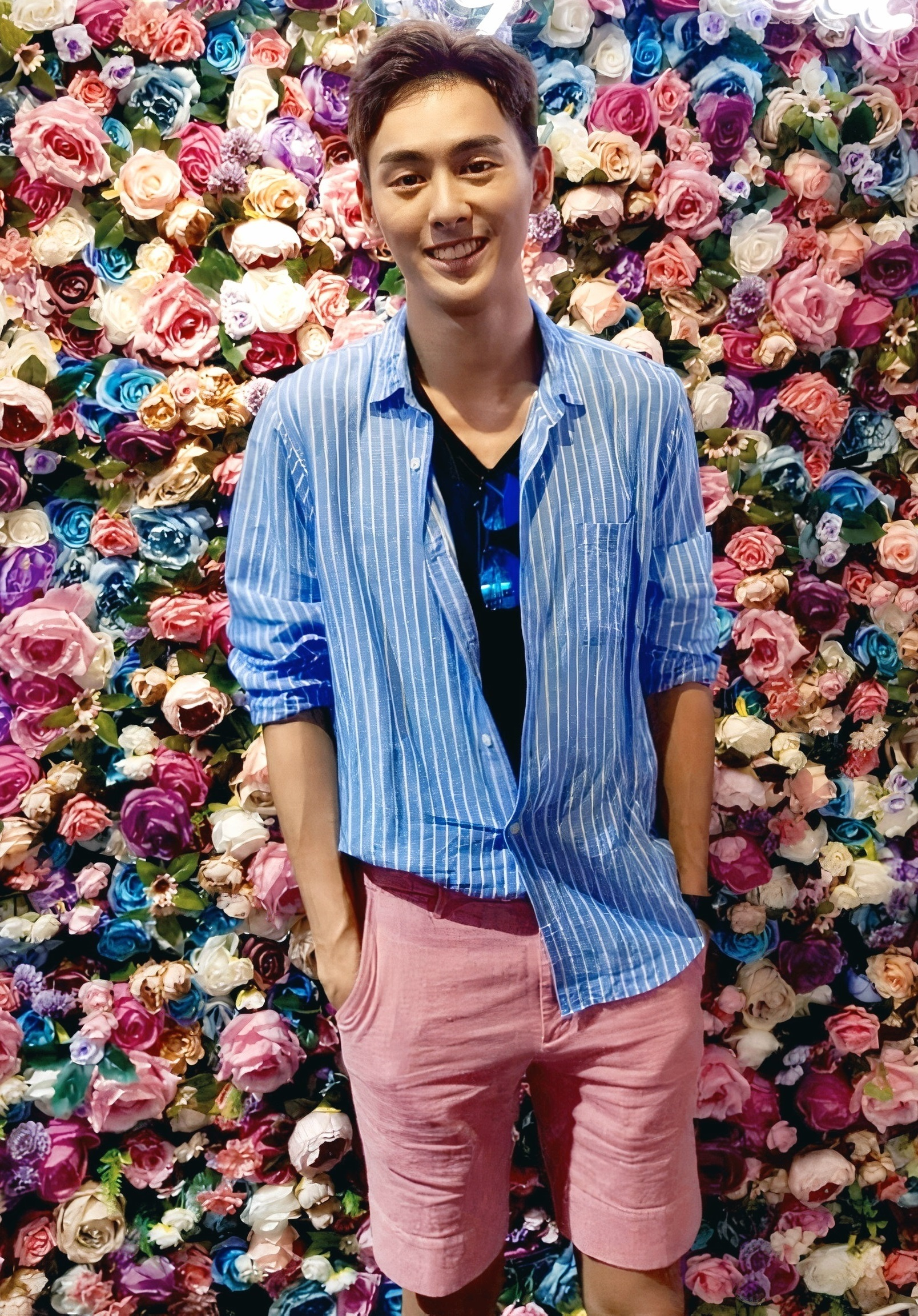

- Vincent Tang的Facebook專頁（個人）
- 鄧家禮 Ka Lai Vincent Tang的Facebook專頁